# Jabaliya (camp)
Pour les articles homonymes, voir Jabaliya.
Le camp de Jabaliya ou Jabalia (en arabe: جباليا) est le plus grand camp de réfugiés palestiniens existant. Il a une population de 49 462 habitants (en 2017) et compte 119 540 réfugiés, en 2023, selon l'UNRWA. Il est situé à l'extrémité nord de la bande de Gaza, près de la frontière israélienne et à 3 km au nord du village de Jabaliya.

## Généralités

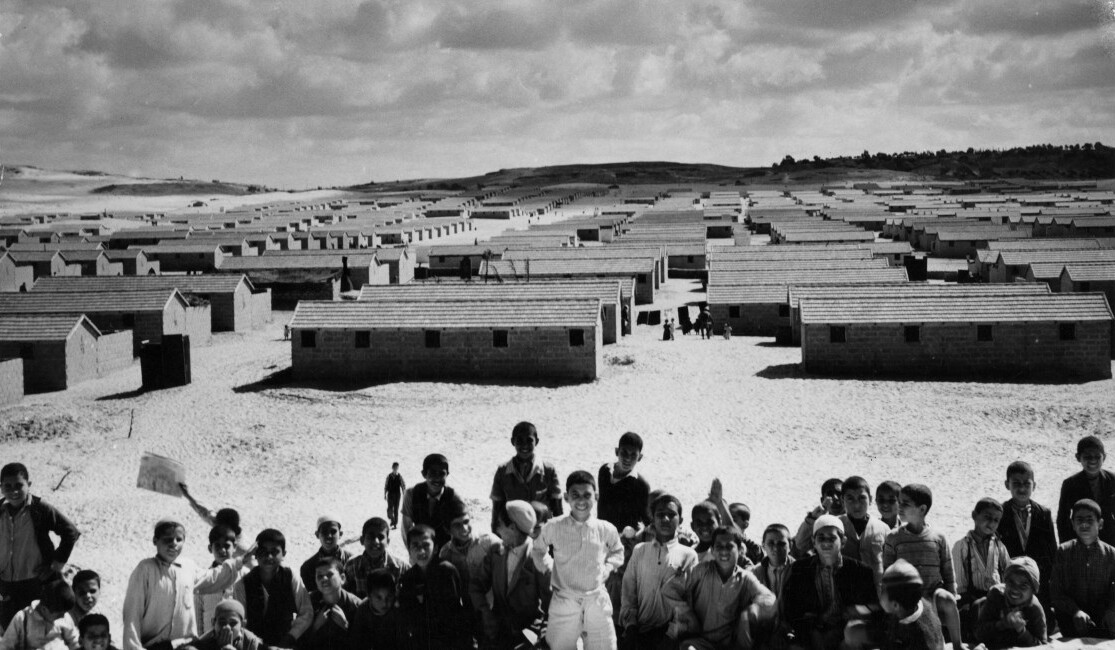
Le camp de réfugiés en 1950.

Le camp s'étend sur 1,4 km2, ce qui en fait également l'un des lieux les plus densément peuplés du monde. La première intifada a commencé à Jabaliya en décembre 1987 et le camp a été le lieu de nombreuses violences tout au long du conflit israélo-palestinien. C'est aussi une place forte du mouvement islamiste Hamas.
Selon le recensement de 2017, le camp de réfugiés compte une population de 49 462 habitants. En 2023, il compte 119 540 réfugiés, en 2023, selon l'UNRWA.

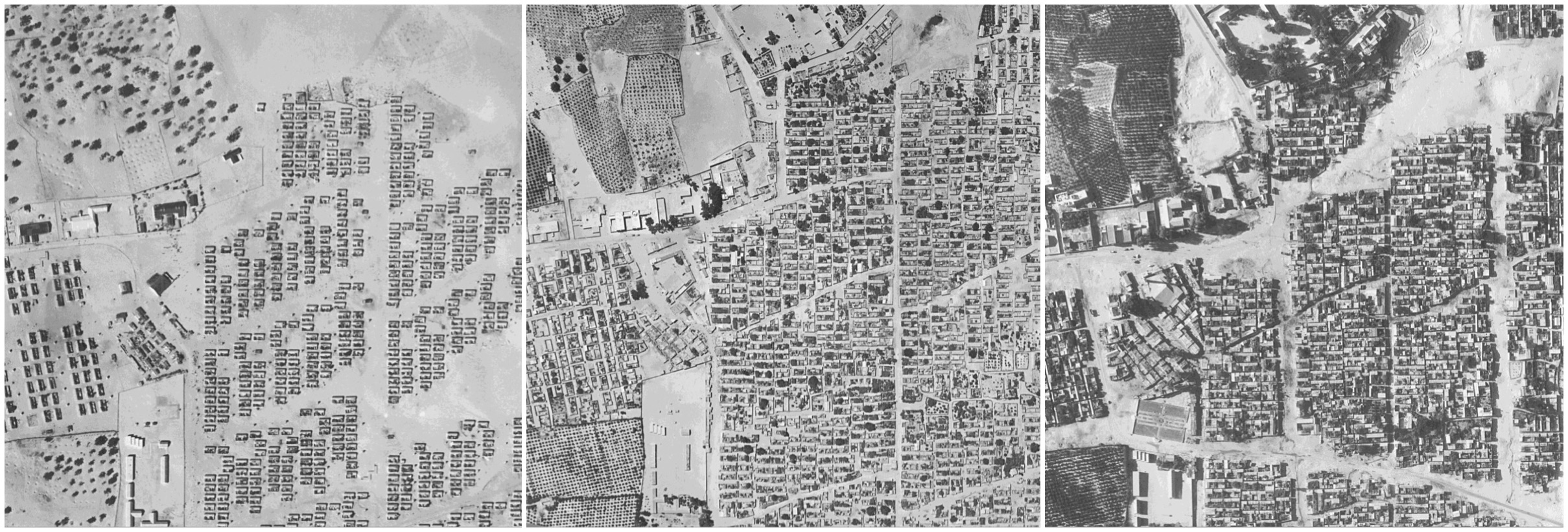
Vues aériennes du camp en 1956, 1967 et 1971.

## Bombardement durant la guerre de 2023
Selon la presse occidentale, l'armée israélienne bombarde le camp de réfugié sous couvert de cibler un commandant du Hamas. L'atteinte causée aux civils est considéré par le Haut-Commissariat des Nations unies aux droits de l'homme comme pouvant constituer un crime de guerre,. Le bilan de l'attaque visant Ibrahim Biari, deux jours après cette offensive, est entre 50 et 195 morts.
L'hôpital situé dans le camp est pris d'assaut par l'armée israélienne le 25 octobre 2024. Des dizaines de membres personnels sont arrêtés. Le 31 octobre, ce même hôpital est bombardé.

## Personnalités associées à Jabaliya
- Sufyan Tayeh, scientifique né dans le camp en 1971, où il meurt le 2 décembre 2023, tué avec sa famille dans un bombardement de l’armée israélienne sur Jabaliya. L’université à laquelle il avait consacré sa carrière a aussi été détruite[6].